# Joachim Moller der Ältere
Joachim Moller der Ältere (vom Hirsch) (* 25. März 1500 in Hamburg; † Oktober 1558 Ritzebüttel) war Kaufmann und Ratsherr in Hamburg.

## Wirken
Als Hamburger Kaufmann gehörte er der Hamburgischen England- und Schonenfahrergesellschaft an. Am 29. September 1528 wurde er Oberalter und am 12. März 1529 Ratsherr in Hamburg. In dieser Funktion trat er mehrfach als Gesandter der Stadt an Fürstenhöfen und Reichsstädten in Erscheinung. Dabei ist vor allem seine Mission 1534 hervorzuheben, als er gemeinsam mit Joachim Sommerfeld in das Kurfürstentum Sachsen reiste. Im Ergebnis der Mission wurde Hamburg Mitglied des Schmalkaldischen Bundes. 1549 wurde er Amtmann in Ritzebüttel, einem strategisch wichtigen Vorposten Hamburgs. Nachdem er am 27. September 1538 vom englischen König Heinrich dem VIII. und am 25. Mai 1541 vom Kaiser Karl dem V. einen Adels- und Wappenbrief erhalten hatte, begann er das umfangreiche Geschlechterbuch seiner Familie „Dat Slechtbok“ zu verfassen. Um 1537 hatte er mit ersten Aufzeichnungen begonnen, die ab 1541 von seinem Sohn Joachim Moller der Jüngere fortgeführt wurden, wobei der Ältere noch bis etwa 1546 eigenhändig Ergänzungen hinzufügte. Eine weitere Fortführung der Einträge erfolgte schließlich durch den Enkel Dr. Johann Moller bis 1612. „Dat Slechtbok“ gibt einen Überblick über familiäre Verbindungen der oberen Hamburger Bürgerschicht im 15. und 16. Jahrhundert. Das Original gilt seit dem letzten Krieg als vermisst. 1876 wurde „Dat Slechtbok“ von dem Archivar der Hansestadt Hamburg Dr. Otto Beneke neu bearbeitet und herausgegeben.
1546 entwarf Moller die Ordnung der „Brandes Gosmannschen Stiftung“ zum Testament des Heinrich Brandes. Sein Leichnam wurde in der St. Abunduskirche in Groden beigesetzt.
Moller verheiratete sich am 8. Mai 1519 in Hamburg mit Anna Nigel (* 29. Februar 1494; † 1. April 1574 in Hamburg), der Tochter des Ratsherrn Joachim Nigel und der Geske Bockholt. Aus der Ehe stammen elf Kinder, die er an deutschen (Wittenberg, Rostock) und ausländischen Universitäten (Padua, Ferrara) ausbilden ließ. Von den Kindern kennt man:
1. Joachim Moller der Jüngere (* 25. September 1521 in Hamburg; † 2. August 1588 in Bardowick)
2. Eberhard Moller (* 23. November 1527 in Hamburg; † Februar 1588 ebenda) stud. Uni. Wittenberg, 1565 Ratsherr Hamburg, 1571 Bürgermeister ebd., verh. mit Geska (Gesche) Moller (vom Baum)
3. Johannes Moller (* 21. März 1529 in Hamburg; † 28. September 1590 ebenda), verh. 1) mit Anna Oldehorst, Tochter von Franz Oldehorst († 1564) und Katharina Thode († 1580); 2) mit Gesche v. Eitzen, Tochter von Meino
4. Heinrich Moller (* 12. April 1530 in Hamburg; 26. November 1589 ebenda)
5. Dirk Moller († 1563 in Padua) Stud. med. Padua
6. Theodor Möller (* 1535 in Hamburg; † 1563 in Padua), Stud. Rostock, Reise durch Deutschland, Niederlande, Frankreich, Schweiz und Italien, Uni. Padua Dr. jur.

## Werke
- Dat Slechtbok : Geschlechtsregister der hamburgischen Familie Moller [vom Hirsch] ... – Hamburg : Kellinghusen's Stiftung, 1876. Digitalisierte Ausgabe der Universitäts- und Landesbibliothek Düsseldorf